# 白髮魔女傳 (1986年電視劇)
《白髮魔女傳》是香港亞洲電視製作的古裝武俠電視劇，於1986年6月9日首播，共20集。本劇故事改編自梁羽生原著武俠小說《白髮魔女傳》，編審為梁劍豪，監製為王心慰。

## 主演
- 魏秋樺 飾 練霓裳 (玉羅剎)
- 曾偉權 飾 卓一航
- 陳觀泰 飾 岳鳴柯
- 鮑漢琳 飾 卓仲廉
- 唐品昌 飾 王照希
- 劉少君 飾 耿紹南
- 黃造時 飾 鐵珊瑚
- 劉雲峰 飾 石浩
- 張錚 飾 鐵飛龍
- 良鳴 飾 熊廷弼
- 蔣金 飾 白敏
- 金童 飾 魏忠賢
- 丁櫻 飾 客氏
- 蘇淑萍 飾 穆九娘
- 煒烈 飾 慕容沖
- 鄭雷 飾 金獨異
- 葉子媚 飾 孟秋霞
- 鄭君綿 飾 貞乾道長
- 黎宣 飾 紅花鬼母
- 曹達華 飾 白石道人
- 陳植槐 飾 黃葉道長
- 潘有聲 飾 青簑道長
- 敖龍 飾 紅雲道長
- 區永漢 飾 朱常洛
- 關子標 飾 成坤
- 李嘉玲 飾 客聘婷
- 吳紫妍 飾 何萼華
- 蔡國慶 飾 尊勝大師
- 余文炳 飾 鏡明大師
- 蕭山仁 飾 李可灼
- 汪偉 飾 朱由校
- 凌文海 飾 袁崇煥

## 軼事
本劇部分演員曾飾演佳藝電視1977年版的《白髮魔女傳》，包括魏秋樺、曹達華、鮑漢琳、鄭雷、丁櫻，其中曹達華在兩劇同樣飾演白石道人，丁櫻在兩劇同樣飾演客氏。